# Maria Golinowska
Maria Joanna Golinowska (ur. 14 sierpnia 1948 w Jędrzychowicach, zm. 18 maja 2015) – polska ekonomistka, doktor habilitowany nauk ekonomicznych w zakresie ekonomii, specjalności: ekonomika ochrony środowiska i ekonomika rolnictwa, profesor nadzwyczajny Uniwersytetu Przyrodniczego we Wrocławiu. 

## Życiorys
Studia na Wydziale Rolniczym Akademii Rolniczej we Wrocławiu ukończyła w 1971. Była między innymi zastępcą dyrektora Instytutu Nauk Ekonomicznych i Społecznych Uniwersytetu Przyrodniczego we Wrocławiu, a także członkiem Polskiego Towarzystwa Ekonomicznego, Komitetu Ochrony Roślin PAN oraz Stowarzyszenia Ekonomistów Rolnictwa i Agrobiznesu. 
Za swoją działalność została odznaczona Złotym Medalem za Długoletnią Służbę, Srebrnym Krzyżem Zasługi, Odznaką Honorową za zasługi dla oświaty, Złotą Odznaką PTE. Zmarła 18 maja 2015 roku i została pochowana na cmentarzu parafialnym w Nadolicach Wielkich.